# W. C. 클라크
W. C. 클라크(영어: W. C. Clark,  본명: 웨글리 컬리 클라크, 본명 영어: Wesley Curley Clark, 1939년 11월 16일~2024년 3월 2일)은 미국의 블루스 음악가, 싱어송라이터, 가수, 기타리스트이다.
아버지는 블루스 기타리스트였고 어머니와 할머니 역시 세인트 존 컬리지 밥티스트 교회의 성가대에서 노래를 하는 가수였기 때문에 그는 음악적인 환경에서 자연스럽게 기타와 음악에 친숙해질 수 있었다. 16살이 되던 해에 그는 빅토리 그릴에서 첫 번째 라이브를 해 박수갈채를 받았다. 그는 70년대로 들어서며 기타 및 피아니스트인 데니 프리만, 보컬리스트인 안젤라 스트렐리 등과 서던 필링이라는 팀을 이루어 활동했고 당시 촉망받는 젊은 기타리스트였던 스티비 레이 본과도 차고 등에서 잼을 하곤 했다. 그는 86년에 자신이 만든 인디레이블에서 《Something For Everybody》라는 앨범을 공개했고 이후에는 뉴올리언스에 위치한 마이너 레이블 블랙 탑 레코드에서 앨범 활동을 하며 평론가들로부터 호평을 받았다. 1997년 3월경 그가 이끄는 밴드는 공연이 끝나고 자동차로 오스틴으로 돌아오던 중 사고를 내 그의 애인과 드러머가 죽고 말아 당분간 어떠한 음악활동도 할 수 없었다. 한참이 지나 그 사고에서 벗어난 W. C. 클락은 재기에 성공해 다시 앨범 작업에 박차를 가하고 있다. 클라크는 텍사스 오스틴의 블루스계에서는 대부 격으로 추앙 받고 있는 존재로 적어도 오스틴에서 블루스를 연주한다는 뮤지션들은 그를 모르는 사람들이 없을 정도다. 일렉트릭 텍사스 블루스계에서는 실력과 감각 모두 정상에 있는 그는 스티비 레이 본, 케니 웨인 셰퍼드 등을 비롯한 다수의 젊은 기타리스트들에게 영향을 주었다.

## 음반 목록

### 정규 음반
- 1987년 Something for Everybody
- 1994년 Heart Of Gold
- 1995년 Texas Soul
- 1998년 Lover's Plea
- 2002년 From Austin With Soul
- 2004년 Deep In The Heart